# Casey Serin
Casey Konstantin Serin nascut el 10 de setembre de 1982 a la ciutat de Taixkent (Uzbekistan) és un ex-especulador immobiliari de tipologia Ninja (No Incomes, No Job, No Asset) i bloguer. En un article de premsa, al diari USA Today va qualificar de "potser per nens de tot el que va sortir malament a l'auge immobiliari".
Serin va emigrar als Estats Units el 1994. Després de graduar-se a l'escola secundària, va passar d'una feina a una altra, generalment treballant en disseny web. A partir dels vint anys, però, Serin va decidir deixar de treballar a temps complet a fi d'aconseguir invertir en el negoci immobiliari com a mitjà de generació d'ingressos. A partir d'octubre de 2005 i fins al 2006, Serin va adquirir vuit habitatges al sud-oest de quatre estats dels EUA i, a continuació, va començar un blog sobre el procés d'expropiació de les propietats que no va poder revendre i que finalment van ser expropiades. La dubtosa naturalesa dels negocis de Serin envers les transaccions immobiliàries juntament amb la seva posterior activitat bloguer sobre l'assumpte han dut a associar el seu nom a la crisi d'hipoteques subprime.